# Doniecki Narodowy Uniwersytet Techniczny
Doniecki Narodowy Uniwersytet Techniczny (ukr. Донецький національний технічний університет, ДонНТУ) – ukraińska techniczna szkoła wyższa w Pokrowsku. Kształcenie prowadzone jest w różnych specjalnościach na 8 wydziałach oraz 6 instytutach.
30 maja 1921 zostało założone Donieckie Technikum Górnicze (ukr. Донецький гірничий технікум). W 1926 został przekształcony w Doniecki Instytut Górniczy (ukr. Донецький гірничий інститут). W 1935 przemianowany na Doniecki Instytut Industrialny (ukr. Донецький індустріальний інститут), a w 1960 na Politechnikę Doniecką (ukr. Донецький політехнічний інститут). We wrześniu 1993 politechnika została reorganizowana w Doniecki Państwowy Uniwersytet Techniczny (ukr. Донецький державний технічний університет). Dopiero latem 2001 otrzymał obecną nazwę. W 2014 na skutek konfliktu wojennego w Donbasie uczelnia została oficjalnie ewakuowana do obecnego Pokrowska.